# De fire store

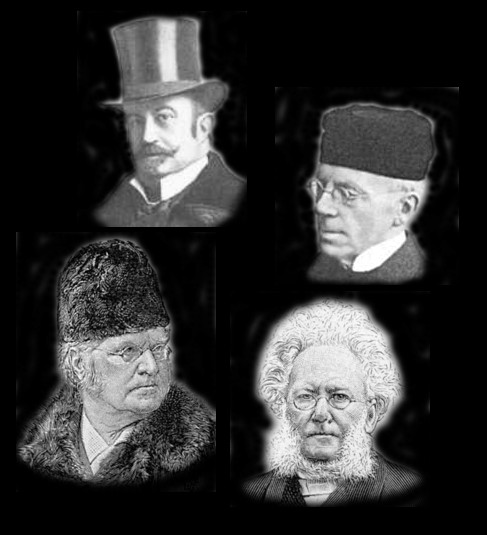
„Die vier Großen“, nach einer alten Gyldendal-Verlagsanzeige, mit den Konterfeis der norwegischen Schriftsteller Alexander Kielland, Jonas Lie, Bjørnstjerne Bjørnson und Henrik Ibsen.

Der Ausdruck De fire store (dt. „Die vier Großen“) bezeichnet vier bedeutende norwegische Autoren der zweiten Hälfte des 19. Jahrhunderts. Zu ihnen zählen: 
- Bjørnstjerne Bjørnson (1832–1910)
- Henrik Ibsen (1828–1906)
- Alexander Lange Kielland (1849–1906)
- Jonas Lie (1833–1908)

Diese vier Schriftsteller beherrschten die Literaturszene ihres Landes und verhalfen der norwegischen Literatur zu Weltruhm. 
Der Begriff stammt wahrscheinlich vom dänischen Herausgeber Gyldendal und war zunächst als Werbeslogan gedacht. Der Begriff etablierte sich jedoch rasch in der norwegischen Literaturgeschichtsschreibung.